# Tomasz Bąk (poeta)
Tomasz Bąk (ur. 1991 w Tomaszowie Mazowieckim) – polski poeta.

## Życiorys
Jest absolwentem najstarszego liceum w Tomaszowie Mazowieckim – I LO im. Jarosława Dąbrowskiego. Dwukrotnie nominowany do nagrody głównej Ogólnopolskiego Konkursu Poetyckiego im. Jacka Bierezina (XV edycja w 2009 i XVI edycja w 2010). Laureat Konkursu Poetyckiego im. Klemensa Janickiego w 2011 za projekt tomu Kanada. Laureat III nagrody VIII Ogólnopolskiego Konkursu Literackiego „Złoty Środek Poezji” 2012 na najlepszy poetycki debiut książkowy roku 2011 za tom Kanada. Laureat Wrocławskiej Nagrody Poetyckiej Silesius 2012 za debiut roku za tom Kanada. Nominowany do Nagrody Poetyckiej im. Wisławy Szymborskiej 2017 za tom [beep] generation oraz do Wrocławskiej Nagrody Poetyckiej Silesius i do Nagrody Literackiej Gdynia za tom Utylizacja. Pęta miast. Za tom wierszy Utylizacja. Pęta miast w 2019 roku otrzymał Poznańską Nagrodę Literacką – Stypendium im. S. Barańczaka. Za tom wierszy Bailout został nominowany do Nagrody Literackiej Gdynia 2020 w kategorii poezja oraz do Wrocławskiej Nagrody Poetyckiej Silesius 2020. W sierpniu 2020 roku został laureatem tej pierwszej. W 2022 został laureatem Nagrody Literackiej m.st. Warszawy w kategorii poezja za tom O, tu jestem oraz był nominowany do Nagrody Poetyckiej im. Konstantego Ildefonsa Gałczyńskiego za tom Playbook.

## Poezja
- Kanada (Wojewódzka Biblioteka Publiczna i Centrum Animacji Kultury w Poznaniu, Poznań 2011)
- [beep] Generation (Wojewódzka Biblioteka Publiczna i Centrum Animacji Kultury w Poznaniu, Poznań 2016)
- Utylizacja. Pęta miast (Wojewódzka Biblioteka Publiczna i Centrum Animacji Kultury w Poznaniu, Poznań 2018)
- Bailout (Wojewódzka Biblioteka Publiczna i Centrum Animacji Kultury w Poznaniu, Poznań 2019)
- O, tu jestem (Wojewódzka Biblioteka Publiczna i Centrum Animacji Kultury w Poznaniu, Poznań 2021)
- XXI nagi wodnik w śródmieściu (Wojewódzka Biblioteka Publiczna i Centrum Animacji Kultury w Poznaniu, Poznań 2021)
- Playbook (Warstwy, Wrocław 2021)
- Fiszki (Wydawnictwo Wojewódzkiej Biblioteki Publicznej i Centrum Animacji Kultury w Poznaniu, 2023)[14]
- Wbrew zębatkom, po myśli piasku (Wydawnictwo Wojewódzkiej Biblioteki Publicznej i Centrum Animacji Kultury w Poznaniu, 2024)

wybrane antologie:
- Zebrało się śliny (Biuro Literackie, Stronie Śląskie – Wrocław 2016) – red. Paweł Kaczmarski, Marta Koronkiewicz[15]